# 孟山郡
孟山郡（メンサンぐん）は、朝鮮民主主義人民共和国平安南道に属する郡。

## 地理

### 隣接行政区
- 北 － 寧遠郡
- 東 － 耀徳郡（咸鏡南道）
- 南 － 新陽郡
- 西 － 北倉郡、徳川市

## 行政区域
1邑・24里を管轄する。
| - 孟山邑（メンサヌプ） - 広和里（クァンファリ） - 岐陽里（キヤンニ） - 大興里（テフンニ） - 嶺雲里（リョンウンニ） - 龍巌里（リョンアムニ） - 梅香里（メヒャンニ） - セマウル里（セマウルリ） - 松広里（ソングァンニ） - 松山里（ソンサンニ） - 水田里（スジョンニ） - 柴億里（シオンニ） - 新上里（シンサンニ） | - 新興里（シヌンニ） - 羊山里（ヤンサンニ） - 遊勝里（ユスンニ） - 隠浦里（ウンポリ） - 仁興里（イヌンニ） - 長洞里（チャンドンニ） - 貞坪里（チョンピョンニ） - 朱浦里（チュポリ） - 中興里（チュンフンニ） - 智城里（チソンニ） - 坪地里（ピョンジリ） - 豊林里（プンニムニ） |

## 歴史

### 前近代
高句麗時代には、浿水県・鉄甕城・鉄城鎮などの名称で呼ばれた。高麗初期には鉄翁県となり、1019年に孟州となった。その後、殷州や安州の行政区画に編入される時期を経て、1390年に孟州県が設置された。1414年には徳川郡と合わせて孟徳県となったが、翌1415年に徳川郡と分離され、孟山県が設置された。

### 近代
1895年に孟山郡となり、1896年に平安南道所属となった。
1945年8月15日の時点で、孟山郡には8面（孟山面、元南面、東面、智徳面、藹田面、封仁面、鶴川面、玉泉面）が存在した。

### 第二次世界大戦後
1952年12月、玉泉面・封仁面・鶴川面が分割されて北倉郡となり、孟山面・元南面・東面・智徳面・藹田面に咸鏡南道永興郡横川面の一部が統合され、孟山郡が再編された（1邑26里）。

### 年表
この節の出典
- 1895年 - 孟山県から平壌府孟山郡となる（二十三府制）。
- 1896年 - 平安南道孟山郡となる（十三道制）。
- 1908年 - 順川郡の一部(雷封面・仁和面・鶴川面・玉井面・鉱泉面)が孟山郡に編入。
- 1914年4月1日 - 郡面併合により、平安南道孟山郡に以下の面が成立。(8面)
  - 郡内面・東面・元南面・智徳面・藹田面・封仁面・鶴川面・玉泉面
- 1929年 - 郡内面が孟山面に改称。(8面)
- 1952年12月 - 郡面里統廃合により、平安南道孟山郡孟山面・東面・智徳面・藹田面・元南面、咸鏡南道永興郡横川面の一部地域をもって、平安南道孟山郡を設置。孟山郡に以下の邑・里が成立。(1邑26里)
  - 孟山邑・大興里・中興里・郷校里・長洞里・松広里・梅香里・貞坪里・水田里・新上里・朱浦里・岐陽里・仁興里・柴億里・坪地里・牧場里・放牧里・智城里・新興里・龍巌里・松山里・広和里・隠浦里・長峴里・豊林里・遊勝里・嶺雲里
- 1953年12月 (1邑26里)
  - 仁興里の一部が柴億里に編入。
  - 牧場里の一部が中興里に編入。
  - 遊勝里の一部が嶺雲里に編入。
  - 長峴里の一部が遊勝里に編入。
- 1967年10月 (1邑24里)
  - 放牧里・牧場里が合併し、羊山里が発足。
  - 長峴里が隠浦里・遊勝里に分割編入。
- 1981年10月 - 郷校里がセマウル里に改称。(1邑24里)